# Нацагшугарын Цэрэндондов

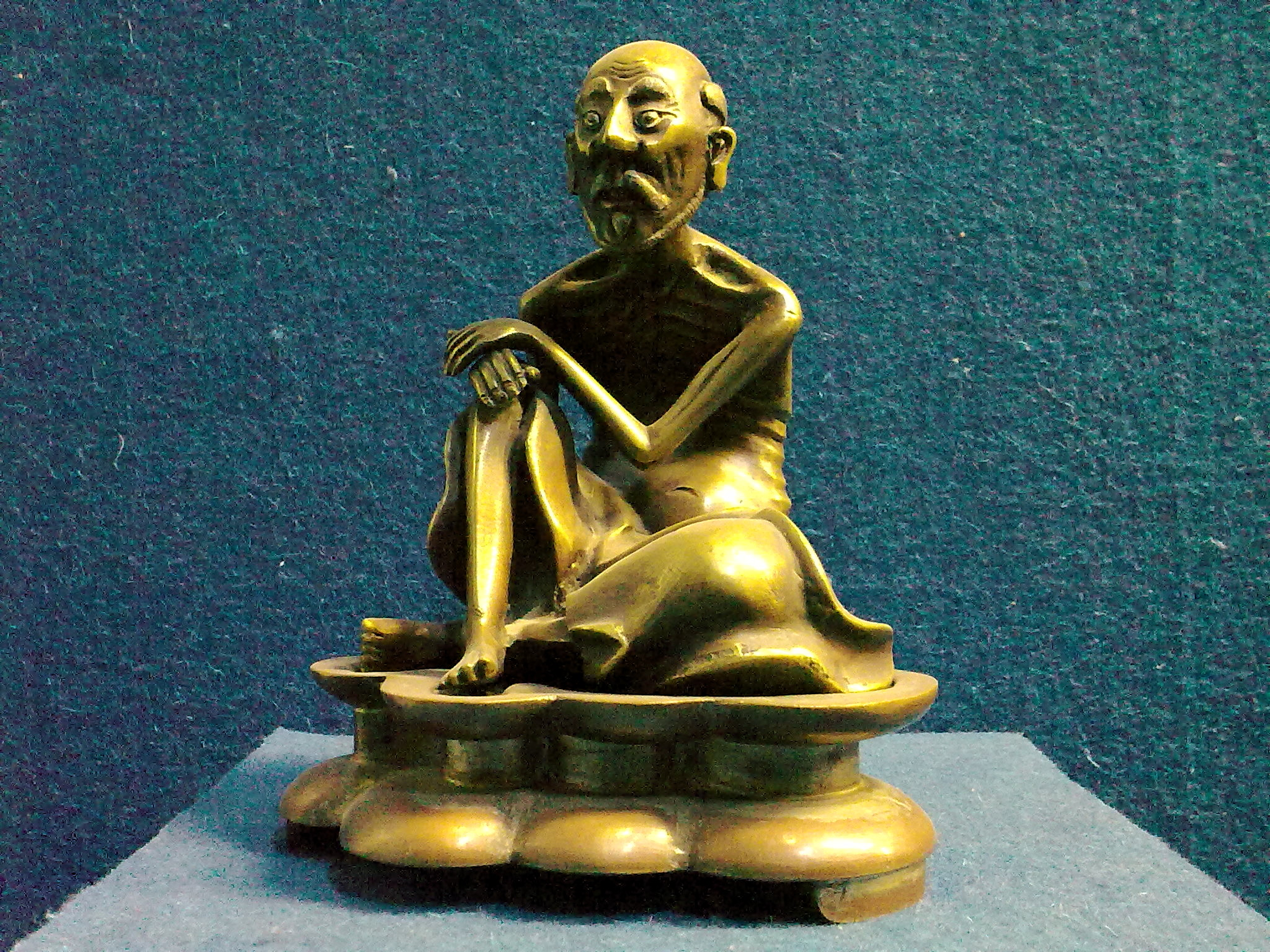
Монгольский бурхан Миларепы (Музей Данзанравжи, Сайншанд)

Нацагшугарын Цэрэндондов (монг. Нацагшугарын Цэрэндондов ; 1919—1996) — хубилган тибетского йогина Миларепы (монг. Мил богд), живший в Монгольской республике в XX веке. Единственный из монгольских хубилганов, переживших репрессии 1930-х годов и доживший до перестройки, кавалер ордена Полярной звезды.

## Биография
Цэрэндондов родился в 15 сутки последнего осеннего месяца по лунному календарю в 1919 году в хошуне Хошууч-бэйсэ Дзасагту-ханского аймака богдо-ханской Монголии в местности под названием «Южный родник Бурой головы» (монг. Хүрэн толгойн өвөр булаг; ныне баг Баян-Улаан сомона Шилуустэй аймака Завхан), в семье арата Нацагшугара. После смерти предыдущего хубилгана Миларепы Богдо-гэгэн VIII объявил, что он переродился на южном склоне горы Отгон-Тэнгэр, и приказал отыскать его Наро-панчен-хутухте, Дилова-хутухте и Арь-хутухте. Ребёнок был отыскан ими лишь по прошествии пяти лет, в 1924 году, уже после Народной революции. Хутухты опознали в мальчике искомого хубилгана, даровали ему монашеское имя Агваанчанравданзансамбуу и препроводили в монастырь Гэндэнчилин-хийд (сомон Отгон, Завхан). Дилова-хутухта Жамсранжав и Арь-гэгэн составили в честь него молитвы-благопожелания.
В 1937 году, в разгар репрессий против буддийского духовенства достигший совершеннолетия Цэрэндондов был призван на службу в Монгольскую народно-революционную армию и до окончания Второй мировой войны нёс службу в сомонах Ноён Сэврээ и Ханхонгор Южно-Гобийского аймака. После увольнения из армии, начиная с 1947 года, заведовал заготовкой молока и масла у себя на родине — в сомоне Шилуустэй Дзабханского аймака, возглавлял местную ячейку Монгольской народно-революционной партии, затем руководил работой государственных агентов, занимающихся торговлей и заготовкой продуктов животноводства. Трижды отличился как лучший работник Дзабханского аймака; в среде земляков-дзабханцев, профессиональным образованием которых он руководил, был известен как «агент-учитель» (агент багш). За сорокалетний труд Цэрэндондова на поприще торговли правительство Монгольской народной республики наградило его орденом Полярной звезды, а также званием передового работника торговли.
После демократических преобразований в стране, уже в конце 1990 года Цэрэндондов встретился с прибывшим в Монголию послом Индии и представителем Далай-ламы XIV Бакулой Ринпоче. Скончался в семидесятисемилетнем возрасте в 1996 году.